# 抱郡
抱郡，中国南北朝时设置的郡。
南朝陈置抱郡，属越州。治所在抱县（今广西壮族自治区容县至北海市之间）。隋文帝开皇十年（590年）废除抱郡，抱县直属越州。开皇十八年（598年），抱县改为抱成县，隋炀帝时抱成县属合浦郡。